# جهان ملك خاتون
جهان ملك خاتون (بعد 1324 شيراز - حوالي 1393) كانت شاعرة وأميرة فارسية إنجوية. كتبت شعرها تحت اسم مستعار هو جهان وكانت معاصرة للشاعر حافظ.

## الحياة
تاريخ ميلادها غير معروف، لكن والديها تزوجا في عام 1324، لذا فمن المؤكد أنها ولدت بعد ذلك التاريخ بقليل. والدها جلال الدين مسعود شاه وأمها ابنة الوزير غياث الدين الهمذاني . كان من المعتاد أن تتلقى النساء النبيلات الإنجويات تعليمًا جيدًا، وكان تعليم جهان جيدًا بشكل استثنائي لأنها كانت الطفلة الوحيدة لوالديها. كانت زوجة أبيها أميرة جوبانية تُدعى سلطانبخت وهي ابنة دمشق خواجة، التي تزوجت مسعود شاه في بغداد عام 1342. وبعد زواج والدها تزوجت هي الأخرى من أمين الدين الجهرمي بين عامي 1343 و1347، الذي كان رفيقًا للحاكم الإنجوي، وابن أخ الشيخ جمال الدين أبو إسحاق. عزل حلفاء شمس الدين محمد وجوبانيد بير حسين الحاكمَ مسعود شاه في عام 1339 . وفر مسعود شاه إلى لورستان حيث قُتل في النهاية أثناء استحمامه على يد رجال باغي بسطي في عام 1342. نشأت جهان ملك تحت رعاية عمها أبي إسحاق، الذي سقط من السلطة في النهاية في عام 1353 عندما استولى مبارز الدين محمد على شيراز وأعدم إسحاق في عام 1357. بعد سقوط عائلتها، بقيت جهان في البلاط حيث من المرجح أنها لعبت دورًا نشطًا، متبعة خطى أقاربها الإناث المقربين، كما أنها تزوجت من أمين الدين الجهرومي.

## الشِعر
ألفت جهان ملك خاتون الغزليات بشكل أساسي، والتي كانت تهدف إلى قراءتها في أماكن غير رسمية وحميمة. وكان عمها أبو إسحاق يحب الأدب، ومن المرجح أنه شجعها على كتابة الشعر، كما كان معتادًا بين النساء النبيلات في العالم الإسلامي. تُشير مقدمة ديوانها، التي كتبتها جهان بنفسها، إلى أنها كتبت الشعر كوسيلة لترك شيء ما وراءها بعد وفاتها، والتعامل مع حياتها المضطربة في البلاط. ذكرت العديد من الحكام في قصائدها، مثل مبارز الدين محمد، شاه شجاع مظفري، أحمد جلاير، شاه منصور وميران شاه، مما يعطي فكرة عن عمرها. كانت معاصرة لعبيد زاكاني وخواجو كرماني وحافظ . وكانت على خلاف مع عبيد زكاني الذي سخر من شعرها إلى جانب كمال خجندي. ديوانها هو أكبر ديوان معروف لأي شاعرة في العصور ما قبل الحديثة، ويحتوي على 4 قصائد، وقصيدة مقطعية واحدة، ومرثية طويلة، و12 مقطعًا، و357 رباعية، و1413 غزلًا. توجد 4 مخطوطات معروفة فقط لها، وتتواجد الآن في المكتبة البريطانية، والمكتبة الوطنية الفرنسية، وقصر توبكابي، ومكتبة جامعة كامبريدج. تأثرت بالسعدي وشاعرات أخريات في عصرها بما في ذلك بادشاه خاتون وقطلوكشاه خاتون (زوجة أولجايتو وابنة إرنجين).

## الاسم المستعار
كان من المعتاد أن تكتب الأميرات الإنجويات الشعر تحت أسماء مستعارة، لإخفاء هويتهن حيث إن الشعر للعوام، لكن جهان لم تُوفق في هذا. وقد استخدم الشعراء المعاصرون لفظ جهان، للإشارة إلى شخصية أنثوية خيالية قاسية ومغرية، تتآمر لقتل عشاقها العديدين. إن استخدام جهان ملك خاتون لاسم مستعار لم يخفِ هويتها، وظلَّت بارزةً في سياق الشعر لقراء شعرها في حياتها.

## المنشورات
مثل العديد من كاتبي الغزل في القرن الرابع عشر، طغى على جهان معاصرها الأكثر شهرة حافظ، وظل جميع شعراء الغزل تحت ظل شهرته وقصائده. وأمست جهان شاعرة غامضة مع مرور الزمن، حتى نُشرَت أعمالها في إيران لأول مرة في عام 1995. دخلت جهان إلى العالم الغربي عندما قام ديك ديفيس بترجمة جزء كبير من شعرها إلى اللغة الإنجليزية في عام 2012 ومرة أخرى في عام 2019، حيث نالت الثناء.